# Das Kapital (álbum)
Das Kapital é o décimo segundo álbum de estúdio da banda de rock brasileira Capital Inicial, lançado no dia 2 de junho de 2010. É o primeiro álbum inédito da banda em 3 anos, primeiro com a produção de David Corcos, e também, o primeiro álbum após a queda do palco do vocalista Dinho Ouro-Preto, fato ocorrido no dia 31 de outubro de 2009, em Patos de Minas, Minas Gerais.
Seu título é inspirado no famoso livro O Capital, de autoria do intelectual e revolucionário alemão Karl Marx.
| Críticas profissionais                                                      | Críticas profissionais |
| Avaliações da crítica                                                       | Avaliações da crítica  |
| Fonte                                                                       | Avaliação              |
| --------------------------------------------------------------------------- | ---------------------- |
| Allmusic                                                                    | [ 1 ]                  |
| Canal Pop                                                                   | [ 2 ]                  |
| G1                                                                          | (favorável)            |
| Laboratório Pop                                                             | [ 4 ]                  |
| Notas Musicais                                                              | [ 5 ]                  |
| O Globo                                                                     | [ 6 ]                  |
| Esta tabela precisa de ser acompanhada por texto em prosa. Consulte o guia. |                        |

## Faixas
1. "Ressurreição" (Dinho Ouro Preto, Alvin L, Yves Passarell)
2. "Depois da Meia Noite" (Dinho Ouro Preto, Pit Passarell)
3. "Como Se Sente" (Dinho Ouro Preto, Alvin L)
4. "Eu Quero Ser Como Você" (Dinho Ouro Preto, Alvin L)
5. "A Menina Que Não Tem Nada" (Dinho Ouro Preto, Alvin L)
6. "Não Sei Porque" (Dinho Ouro Preto, Alvin L)
7. "Melhor" (Dinho Ouro Preto, Alvin L)
8. "Vamos Comemorar" (Dinho Ouro Preto, Pit Passarell)
9. "Eu Sei Quem Eu Sou" (Dinho Ouro Preto, Alvin L)
10. "Marte em Capricórnio" (Dinho Ouro Preto, Alvin L, Robledo Silva)
11. "Vivendo e Aprendendo" (Dinho Ouro Preto, Alvin L, Yves Passarell)

## Singles
O primeiro single do álbum, "Depois da Meia-Noite", foi lançado em maio e possui um videoclipe que mostra o grupo tocando dentro de um rádio de um carro, dirigido por um assaltante mascarado acompanhado de uma garota, enquanto são perseguidos por policiais. A canção alcançou a posição #30 na parada de Singles do Hot100brasil. O segundo single do álbum "Vivendo e Aprendendo" foi lançado em 12 de agosto nas rádios e foi executado no programa Altas Horas no dia 21 de Agosto. Em 11 de setembro, a canção debutou na posição #82 na parada de Singles do Hot100brasil. A canção chegou a ficar na posição #14. "Como se Sente" é o terceiro single do álbum e foi lançado nas rádios no dia 14 de abril de 2011. A banda cantou a canção no Big Brother Brasil 11 no dia 23 de março e o videoclipe da canção já foi gravado.

## Créditos
Capital Inicial
- Dinho Ouro Preto - voz, conceito da capa
- Fê Lemos - bateria
- Flávio Lemos - baixo
- Yves Passarell - guitarra e vocal de apoio

Músicos convidados
- Fabiano Carelli - guitarra
- Kool G. Murder - teclados
- Robledo Silva - teclados, piano e vocal de apoio
- Lineu Andrade - violão
- David Corcos - vocal de apoio

Produção
- Capital Inicial, Fabiano Carelli, Robledo Silva - arranjos
- David Corcos - arranjos, produção, gravação e mixagem
- Carlos Freitas - masterização
- Ariel Henrique, Helio Leite - engenheiros assistentes: Estúdio Mega
- Hugo 13, Rodrigo Costa, Wagner Meirinho - engenheiros assistentes: Na Cena
- Walter "Boréia" Oliveira Jr. - roadie, assistente de produção
- Leo Soares - roadie: bateria

Design
- Roman Iar - assistente de arte
- Grudaemmim - conceito da capa
- Tim Perissé - criação de arte
- Nasser Said - direção de arte
- Christian Roças - direção geral de arte
- Maurício Santana - fotografia
- Pedro Vilhena - produção de arte
- Sandro Mesquita - supervisão de arte

## Desempenho nas Paradas

### Posições
| Parada (2010)                         | Pico |
| ------------------------------------- | ---- |
| Brasil Hot 100 Brasil - Top 30 Álbuns | 7    |